# Fuerza Ciudadana (Colombia)
Fuerza Ciudadana fue un movimiento político colombiano de centroizquierda nacido en la Región Caribe de Colombia. Se ha establecido principalmente en la ciudad de Santa Marta y el departamento de Magdalena. 
No alcanzó el umbral en las elecciones legislativas de 2022 quedando fuera del Senado y perdiendo su personería jurídica, aunque obtuvo una curul en la Cámara de Representantes por el departamento de Magdalena. En diciembre de 2022 el CNE vuelve a otorgarle la personería jurídica, pero el Consejo de Estado revoca esta decisión en marzo de 2024.

## Historia
Fuerza Ciudadana se gestó durante los años que Carlos Eduardo Caicedo Omar fue rector de la Universidad del Magdalena En 2011 Caicedo llegó por primera vez a a la alcaldía de Santa Marta con el apoyo del Partido Liberal. 
Para 2016 el movimiento hizo campaña “Por el Sí”  del plebiscito sobre los acuerdos de paz en la Región Caribe. También recogió 2 millones de firmas para postular a Caicedo como precandidato presidencia. En la consulta, obtuvo 500 000 votos en la que ganó Gustavo Petro. Fuerza Ciudadana hizo parte de la alianza Petro Presidente junto con la Unión Patriótica y el Movimiento Alternativo Indígena y Social a favor de Petro en las elecciones presidenciales de 2018.  
En las elecciones de 2015, Rafael Alejandro Martínez fue elegido alcalde de Santa Marta por el movimiento Fuerza Ciudadana
En 2018 Fuerza Ciudadana celebró en Bogotá su primera Convención Nacional. En las elecciones de 2019 Caicedo fue elegido gobernador de Magdalena con una votación de 345 786 y Virna Johnson Salcedo se convirtió en la primera alcaldesa de Santa Marta elegida por votación popular.

### Años 2020
Para las elecciones legislativas de 2022, Martínez y otros directivos conformaron una lista de 93 candidatos de 100 posibles, encabezada por el catedrático Gilberto Tobón Sanín.
A diferencia de la lista al Senado, la de la Cámara por el departamento del Magdalena se definió cerrada desde el principio, al tratarse de miembros del mismo grupo político, según explicó el exalcalde Rafael Alejandro Martínez. Esta lista estuvo conformada por Ingrid Aguirre, Abraham Katime, Hugo Paternina, y Rossana Rodríguez, todos integrantes del movimiento, luego de elecciones internas que los llevaron a ser candidatos. 
El día de las elecciones, Gilberto Tobón se convirtió en el quinto candidato más votado del país, no obstante, los votos por la lista no fueron suficientes para superar el umbral electoral por lo que Fuerza Ciudadana se quedó por fuera del Senado y perdió su personería jurídica. En contraste, la cabeza de lista Ingrid Aguirre obtuvo una de las cinco curules del departamento del Magdalena en la Cámara de Representantes.
En diciembre de 2022 el CNE le otorga la personería jurídica a Fuerza Ciudadana, debido a que hizo parte de la coalición Lista de la Decencia que obtuvo el segundo lugar en las elecciones presidenciales de 2018.
No obstante, en marzo de 2024, el Consejo de Estado revocó está decisión.
Año 2024
El 30 de noviembre de 2024, el movimiento realizó asambleas territoriales en los 32 departamentos de Colombia, en las cuáles se eligieron las mesas directivas y vocerías nacionales, en el marco del fortalecimiento de la estrategia "Caicedo Camino a la Victoria". 

## Ideología
Se plantean el objetivo de la construcción de un estado federal socialdemócrata de carácter federalista. Su ideología como movimiento toma de la centroizquierda progresista y ecologista algunas propuestas fundamentales como la lucha por la paz, los derechos de la mujer, la equidad de género o el antirracismo.